# 党禁
党禁是一种政治现象，一般有两种含义：一是当权者及政府对非官方政治团体及其参与者的排斥，如古时禁止官员结为朋党；二是现代政权禁止民众自由组成政党參與政府，这种党禁是獨裁及威权政治的一种表现。
一些党国体制国家仍实行党禁，例如：中华人民共和国、朝鲜民主主义人民共和国、古巴、越南、老挝。
一些一党专政国家事实上实行党禁，例如：厄立特里亚、南苏丹。
一些君主專制國家仍实行党禁並將權力全部集中在君主上，例如所有海合會成員國（包括沙特阿拉伯、阿曼、阿联酋、科威特、卡塔尔、巴林）。
過去實行过黨禁的國家则包括有：蘇聯及其東方集團盟國、納粹德國、法西斯意大利、中華民國、大韓民國等党国体制及军政府國家。

## 台灣
由於第二次國共內戰失利，中華民國政府於1949年5月19日頒布臺灣省戒嚴令，依《戒嚴法》第11條規定，戒嚴地區之最高司令官有權「停止集會結社及遊行請願」，台灣地區開始黨禁。
前總統蔣經國於1987年7月15日宣布台灣地區解除戒嚴令，黨禁隨之解除，此後政黨政治成為臺灣政治主要的運作模式。